# Bandić Milan 365 – Stranka rada i solidarnosti
Bandić Milan 365 – Stranka rada i solidarnosti hrvatska je politička stranka koju je 2015. osnovao tadašnji zagrebački gradonačelnik Milan Bandić zajedno sa svojim suradnicima. Politički program stranke usredotočen je prvenstveno na grad Zagreb uz dosljedno širenje na druge krajeve Republike Hrvatske.